# Дом Первухина
Дом Первухина — исторические здание в Твери, выявленный памятник архитектуры. Находится в Заволжском районе, по адресу Затверецкая набережная, 116.
Дом выстроен в 1834 году. Представляет собой двухэтажное кирпичное здание, построенное в стиле позднего классицизма.
Во второй половине XIX века домом владел мещанин А. И. Турхин. Потом здесь жил и работал художник Константин Первухин, в память об этом была установлена мемориальная доска.